# 艾瑟琳·斯黛洛
艾瑟琳·斯黛洛（Iselin Steiro；1985年9月15日—），挪威超級名模。她是高級時裝品牌：Chanel、Versace、Prada的代言人。艾瑟琳上過Numèro及Vogue Italia等雜誌封面或內頁，也有參與Stella McCartney、Chloe、Celine等著名時裝及奢侈品的時裝展。2012年8月31日，艾瑟琳登上Models.com的Industry Icons，直接成為殿堂級超模。